# Abú al-Hasan 'Alí al-Mas'údí
Abú al-Hasan Alí ibn al-Husajn ibn Alí al-Mas'údí (transkripce: Abú 'l-Ḥasan ʿAlī bnu 'l-Ḥusayn ibn ʿAlī al-Masʿūdī) byl arabský historik. Narodil se roku 896 v Bagdádu, zemřel 956 v Káhiře. Proslavil se díky svým historickým a zeměpisným pracím, zejména pak dílem Murúdž adh-dhahab wa-ma'ádin al-džawáhir ( مروج الذهب ومعادن الجواهر) („Rýžoviště zlata a doly drahokamů“).
Toto dílo je v Česku známé díky překladu Ivana Hrbka a v českém kontextu je významné zmínkami o tehdejší střední Evropě a o Slovanech.

## Prameny
- Mas’údí, Abu l-Hasan ’Alí ibn Husain al: Rýžoviště zlata a doly drahokamů / Abu l-Hasan ’Alí ibn al-Husain al-Mas’údí; z arabštiny přel., předml., pozn. a chronologickou tabulkou muslimských dynastií opatřil Ivan Hrbek; mapky nakreslil Vladimír Vokálek, Odeon, Praha 1983, 749 s.